# Klubbacken

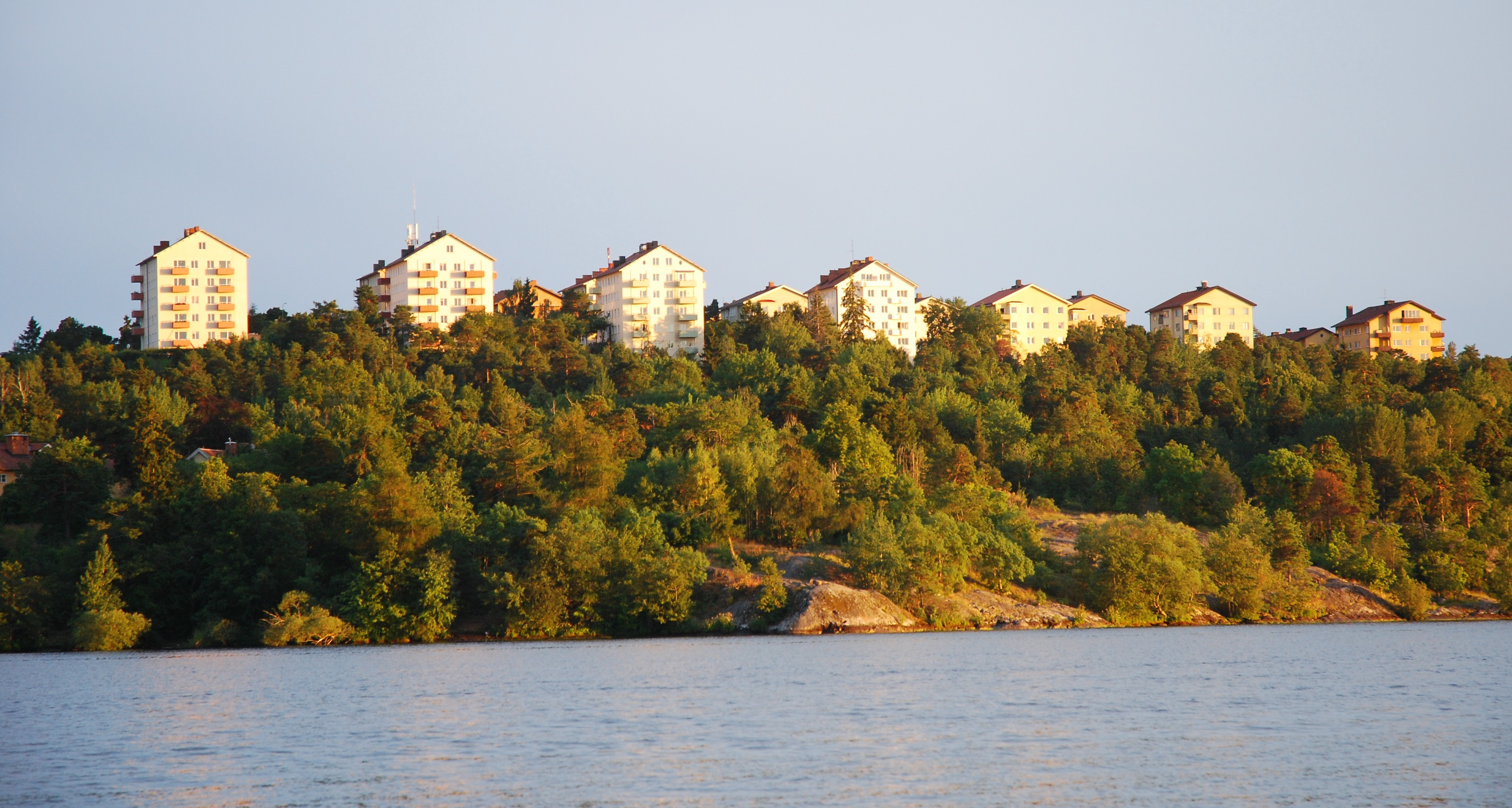
Klubbacken sedd från Mälaren, juli 2011.

Klubbacken är en gata, en park och ett berg i stadsdelen Hägersten i södra Stockholm. Klubbackens bebyggelse uppfördes under andra världskriget 1942–1945 och ritades till största del av arkitekt Björn Hedvall. Kvarteren är uppkallade efter några av Carl Michael Bellmans figurer. Gatunamnet "Klubbacken" fastställdes 1940.

## Berget
Klubbacken består av två långsmala kullar belägna söder om Klubbensborg som även gav området sitt namn. Mellan Klubbackens östra och västra kulle sträcker sig Klubbensborgsvägen. På den östra kullen som har en högsta höjd av 53 meter över havet går gatan Klubbacken. På den något lägre västra kullen sträcker sig Brådstupsvägen med Villa Sagatun från 1881 högst upp.

## Gatan

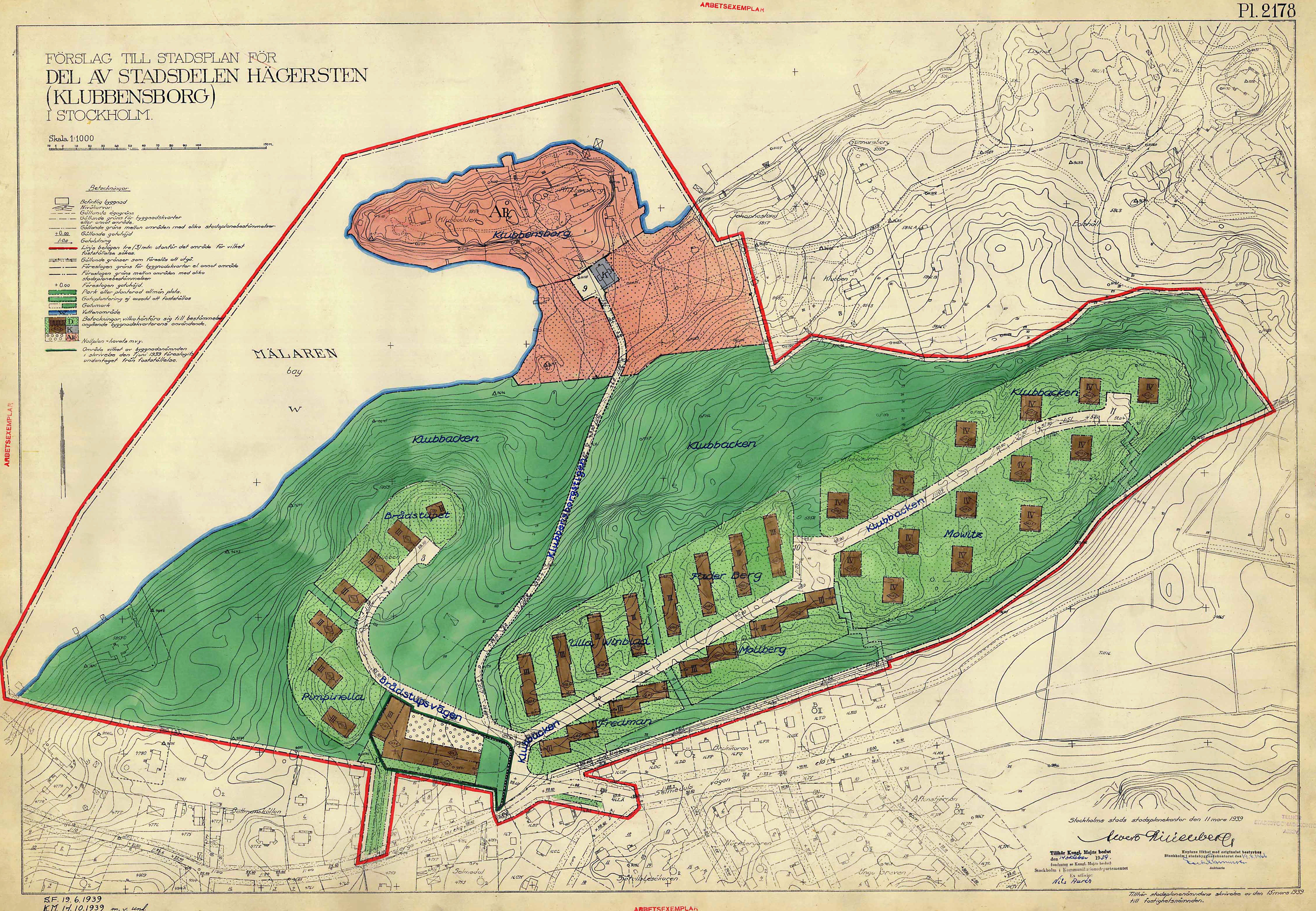
Stadsplanen från 1939.

Stadsplanen för Klubbacken upprättades 1939 av arkitekt Björn Hedvall som även kom att rita de flesta byggnader på både Klubbacken och Brådstupsvägen vilka anlades som återvändsgator. Enligt planbeskrivningen skulle området huvudsakligen bebyggas med hyreshus med en höjd av tre till fyra våningar. Sluttningen mot norr och Mälaren utlades som parkmark.
Klubbacken uppdelades i åtta kvarter vars namn inspirerades av olika Bellmanfigurer, som ”Ulla Winblad”, ”Fader Berg”, ”Fredman”, ”Mollberg”, ”Korpral Boman” och ”Mowitz”. Totalt utstakades 26 fastigheter som bebyggdes mellan 1942 och 1945 med tjockhus, punkthus och lamellhus. På halva höjden, vid Klubbacken 51–53, vidgades gatan till en liten centrumanläggning med butiker i bottenvåningen. Bebyggelsen infogades i den befintliga terrängen som bevarades till största del orörd, liksom den ursprungliga vegetationen som fick stå kvar. Stilen, som kom att betecknas folkhemsarkitektur, präglades av småskalighet och omsorgsfull gestaltning.
Den övervägande delen ritades av Hedvall i en rak och enkel stil. ”Ett hus ska vara renhårigt och enkelt” var även Hedvalls uppfattning om arkitekturen. Klubbackens hus utmärker sig genom putsade fasader i olika varmgula pastelltoner, utanpåliggande balkonger, enkla burspråk och tegeltäckta sadeltak. Entréerna gavs en individuell utformning där portöppningen inramades av tegel eller natursten. Samtliga trapphus försågs med sopnedkast och de högre punkthusen fick hiss. Ytterväggarna uppfördes av gasbetongblock alternativ murtegel. Två hus (Klubbacken 34 och 36) ritades av Rolf Hagstrand och dennes kompanjon Birger Lindberg. Husen på Klubbacken var ursprungligen upplåtna som hyresrätter, i dag är en stor del av dem upplåtna med bostadsrätt.

## Klubbackens byggnader i urval

Byggnader
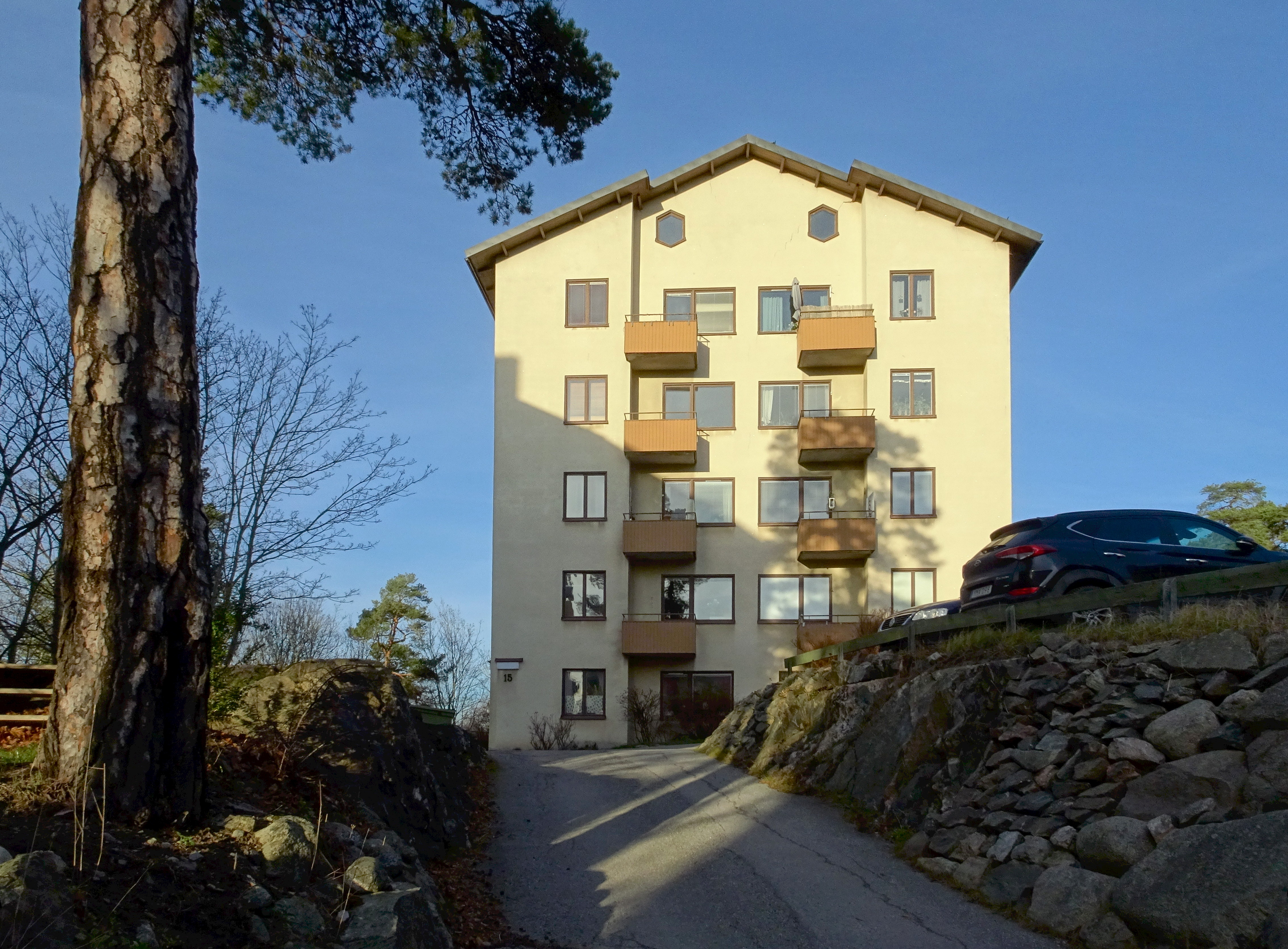
Klubbacken 15, Ulla Winblad 6, arkitekt Björn Hedvall (bygglov 1944).
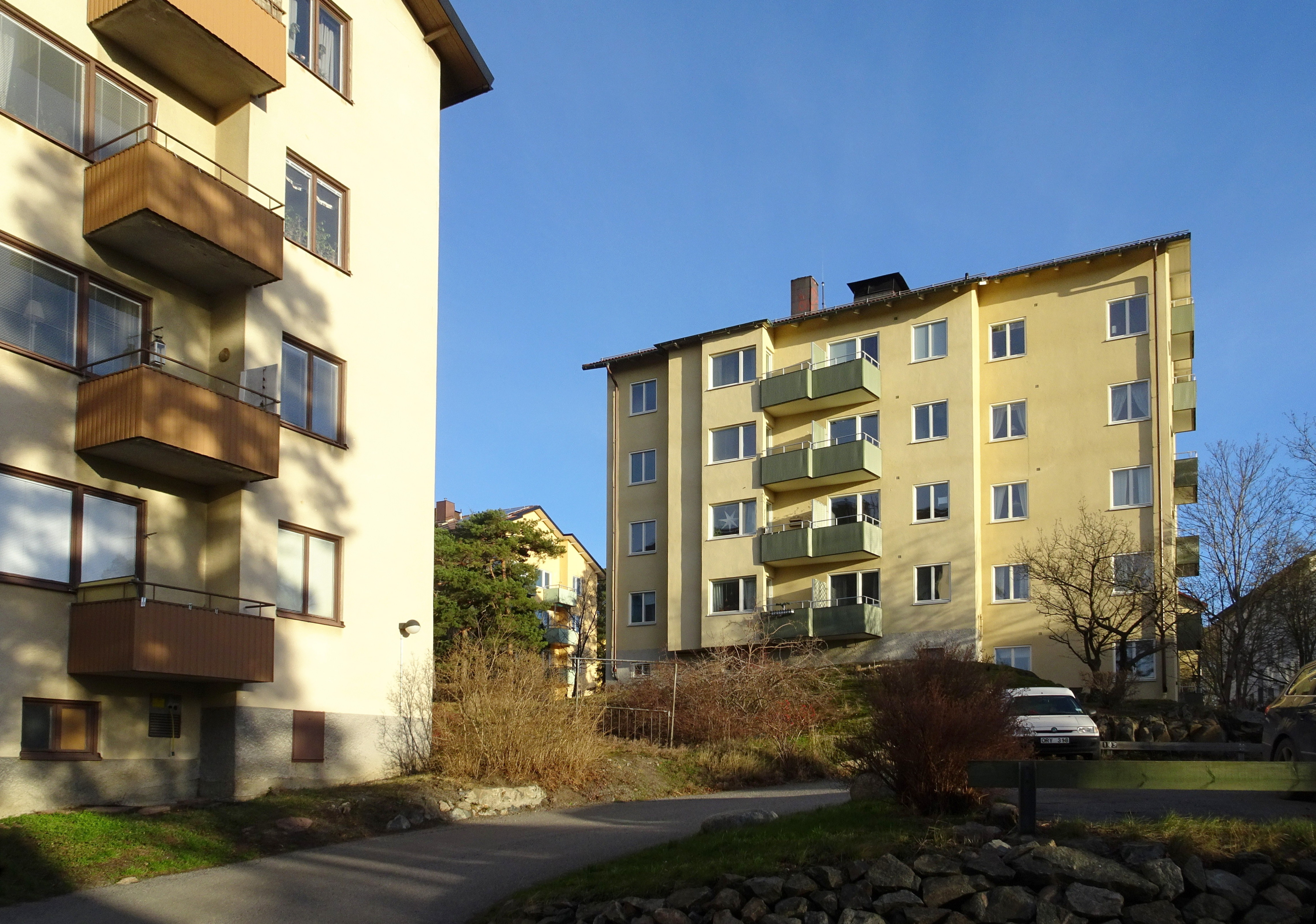
Klubbacken 31, Fader Berg 7, arkitekt Björn Hedvall (bygglov 1944).
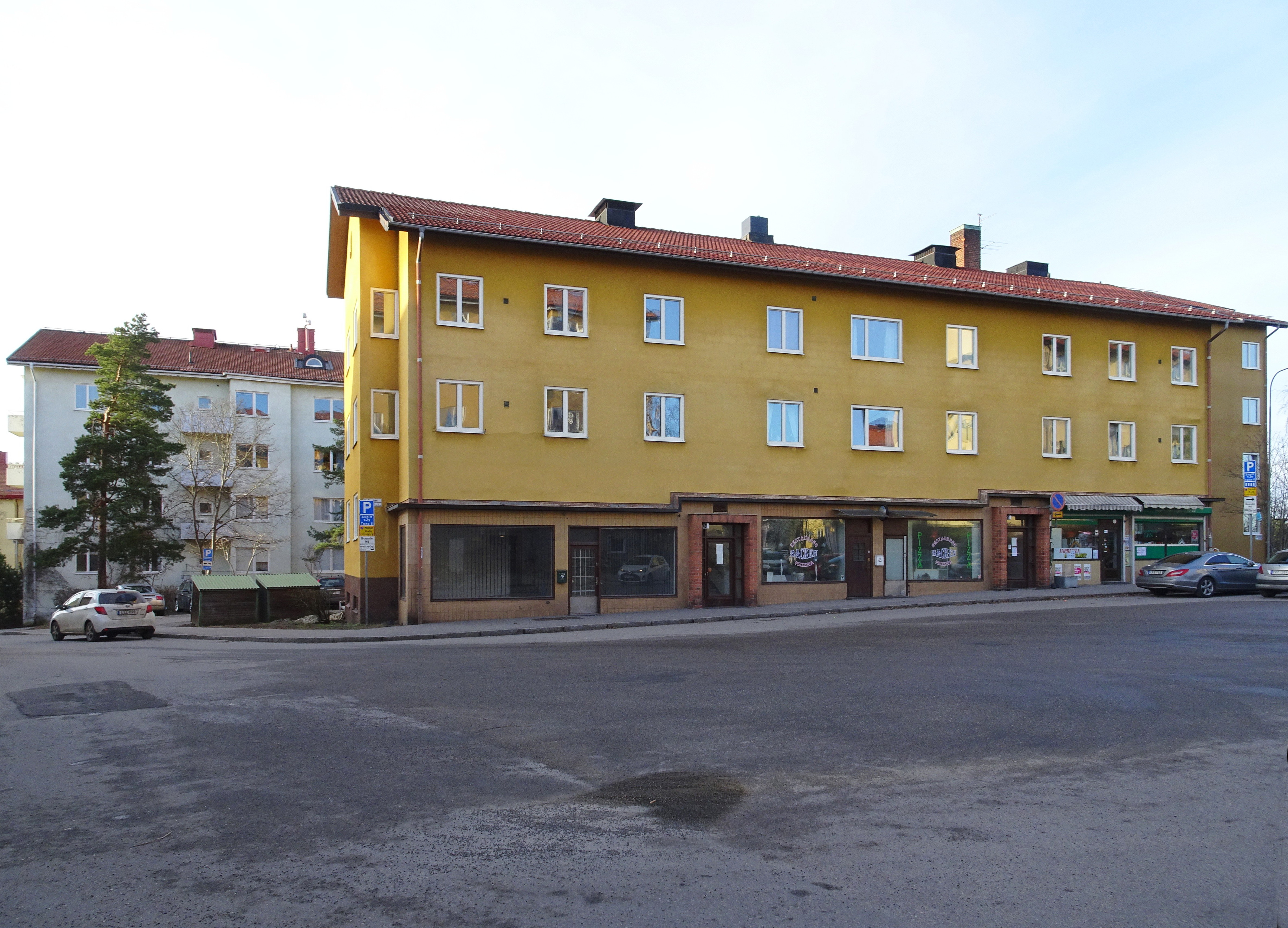
Klubbacken 51–53, Fader Berg 4, arkitekt Björn Hedvall (bygglov 1944).
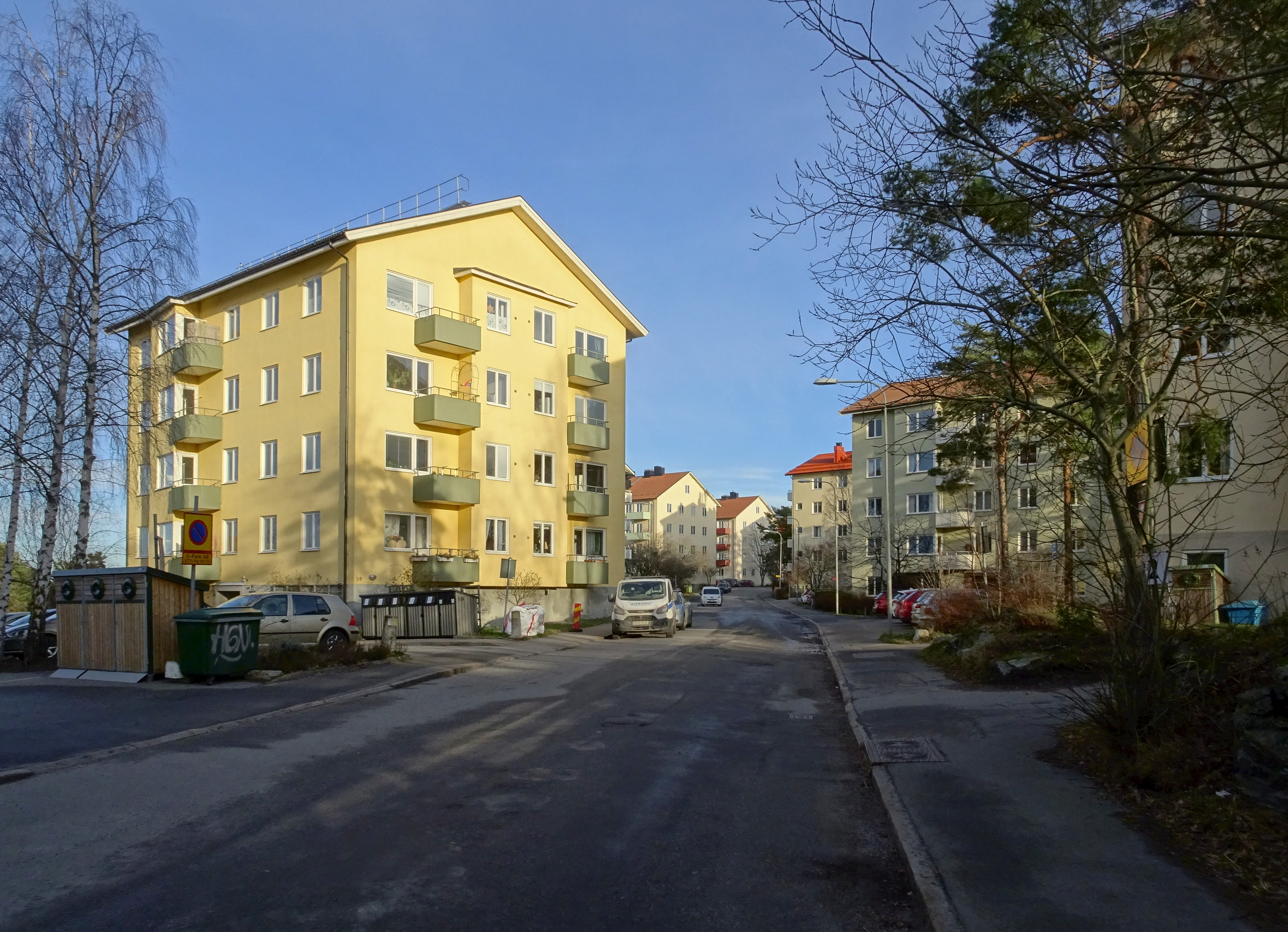
Klubbacken 59, Tre Byttor 2, arkitekt Björn Hedvall (bygglov 1942).
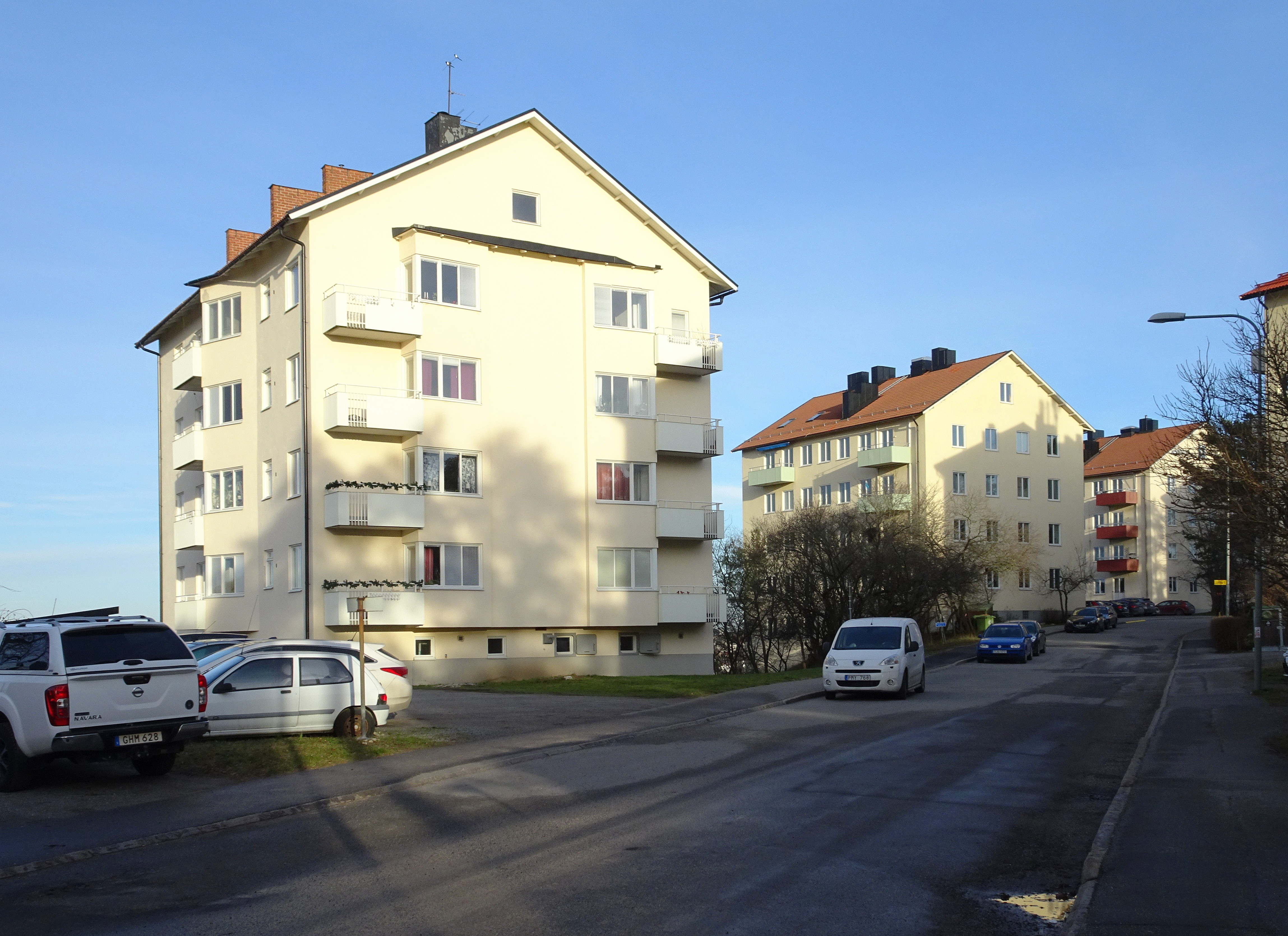
Klubbacken 61, Tre Byttor 3, arkitekt Björn Hedvall (bygglov 1942).

Byggnader
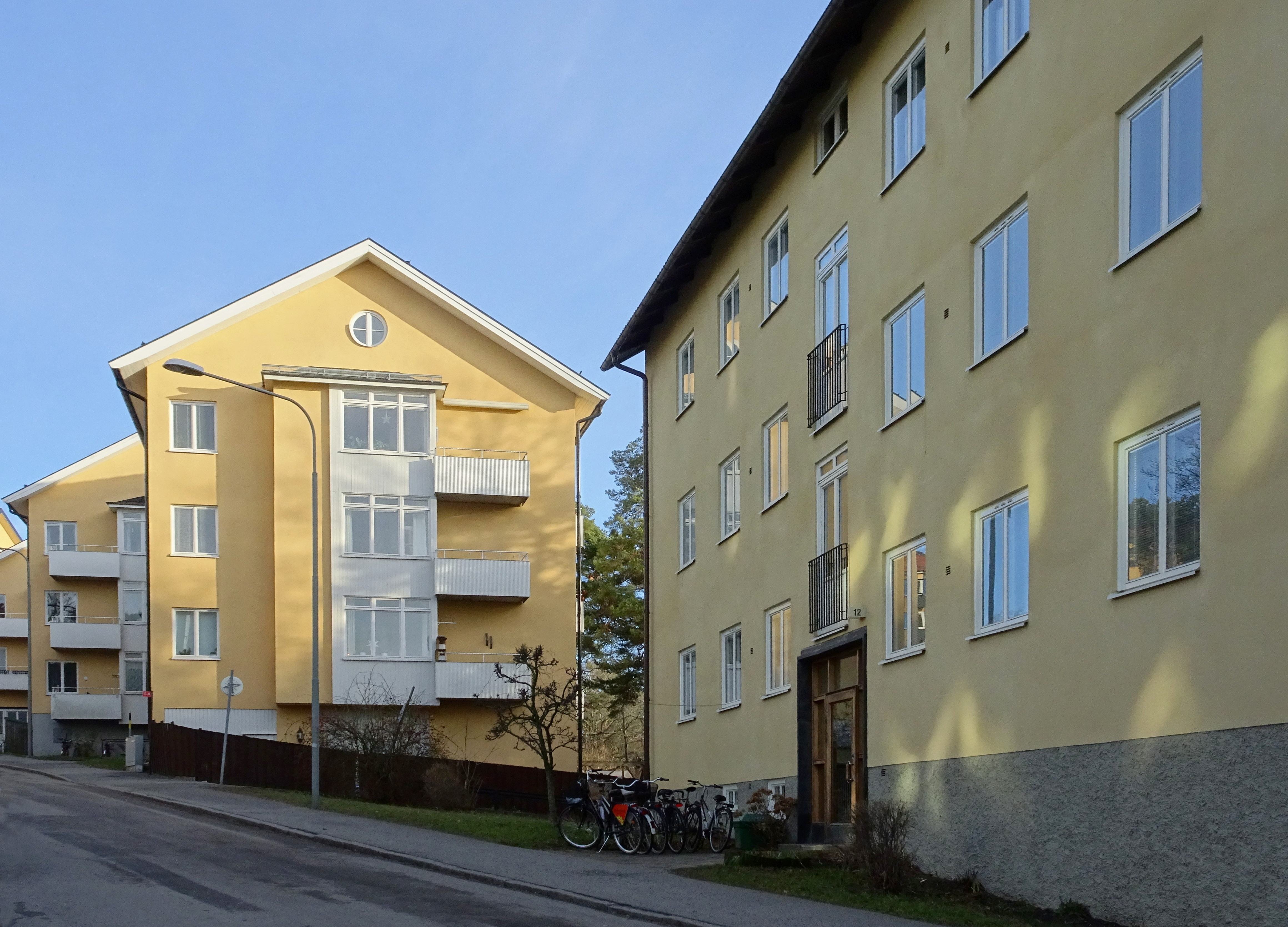
Klubbacken 14, Mollberg 1, arkitekt Björn Hedvall (bygglov 1943).
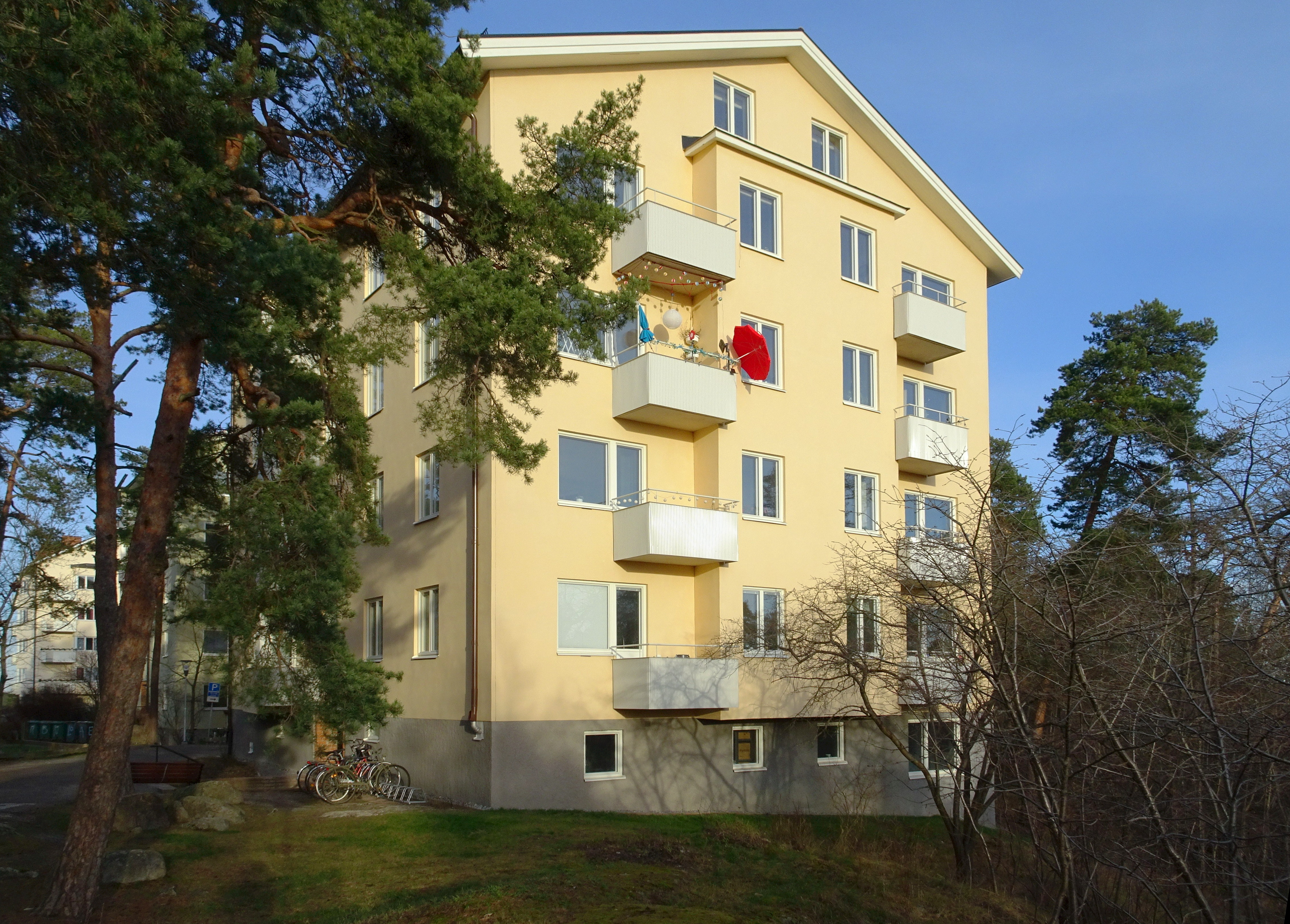
Klubbacken 26, Mowitz 4, arkitekt Björn Hedvall (bygglov 1943).
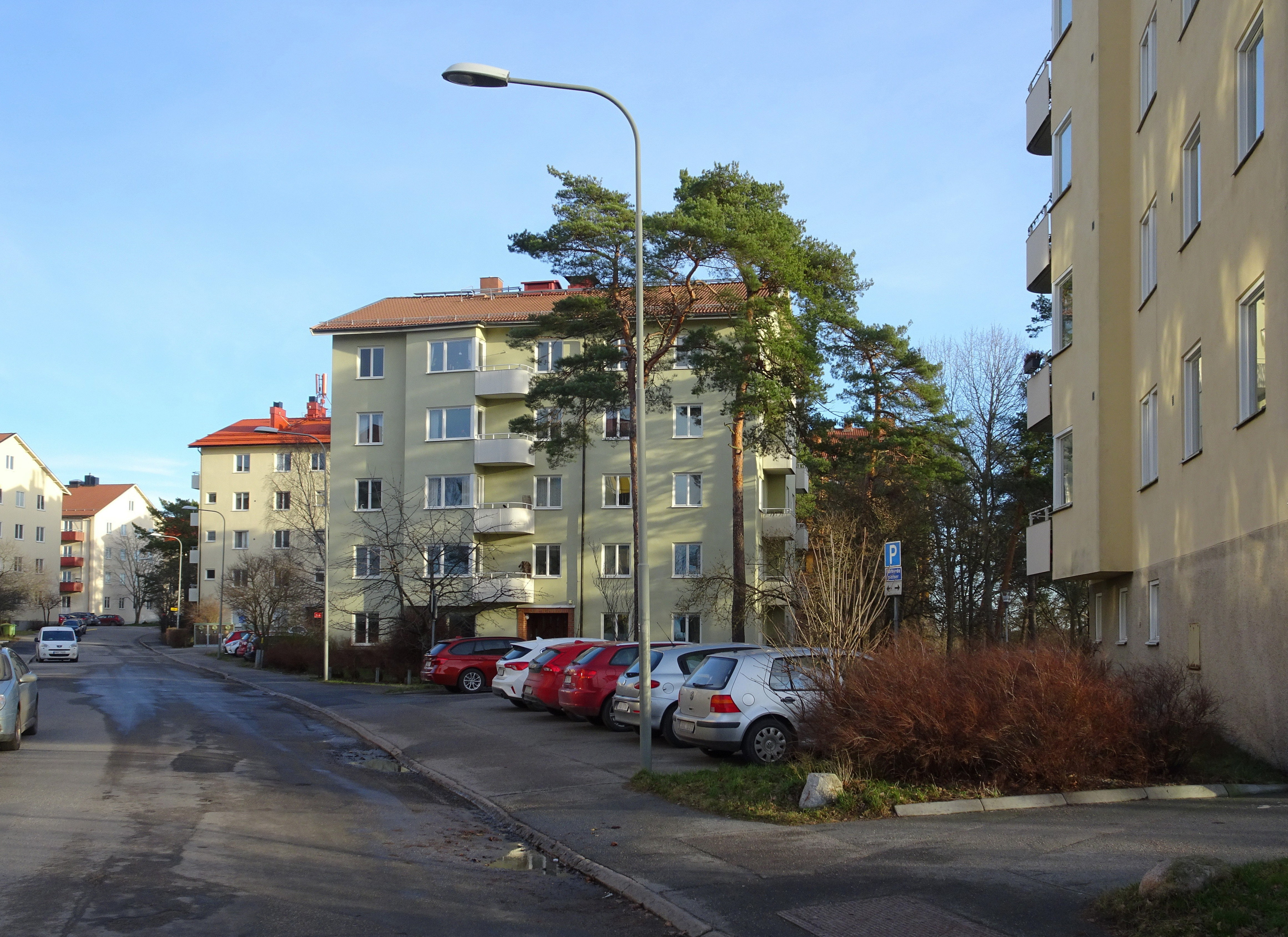
Klubbacken 28, Mowitz 5, arkitekt Björn Hedvall (bygglov 1943).
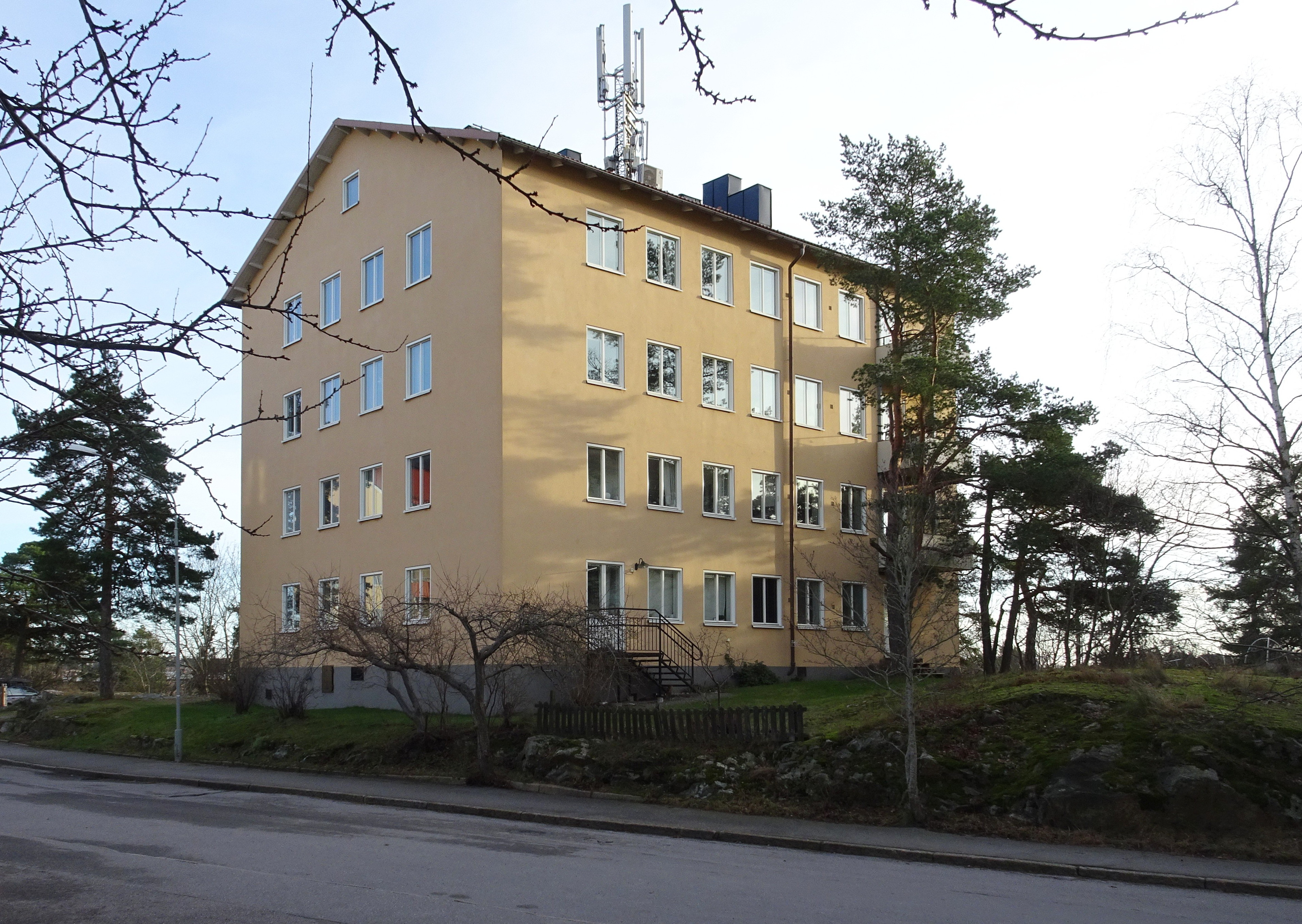
Klubbacken 34, Mowitz 8, arkitekt Hagstrand & Lindberg (bygglov 1942).
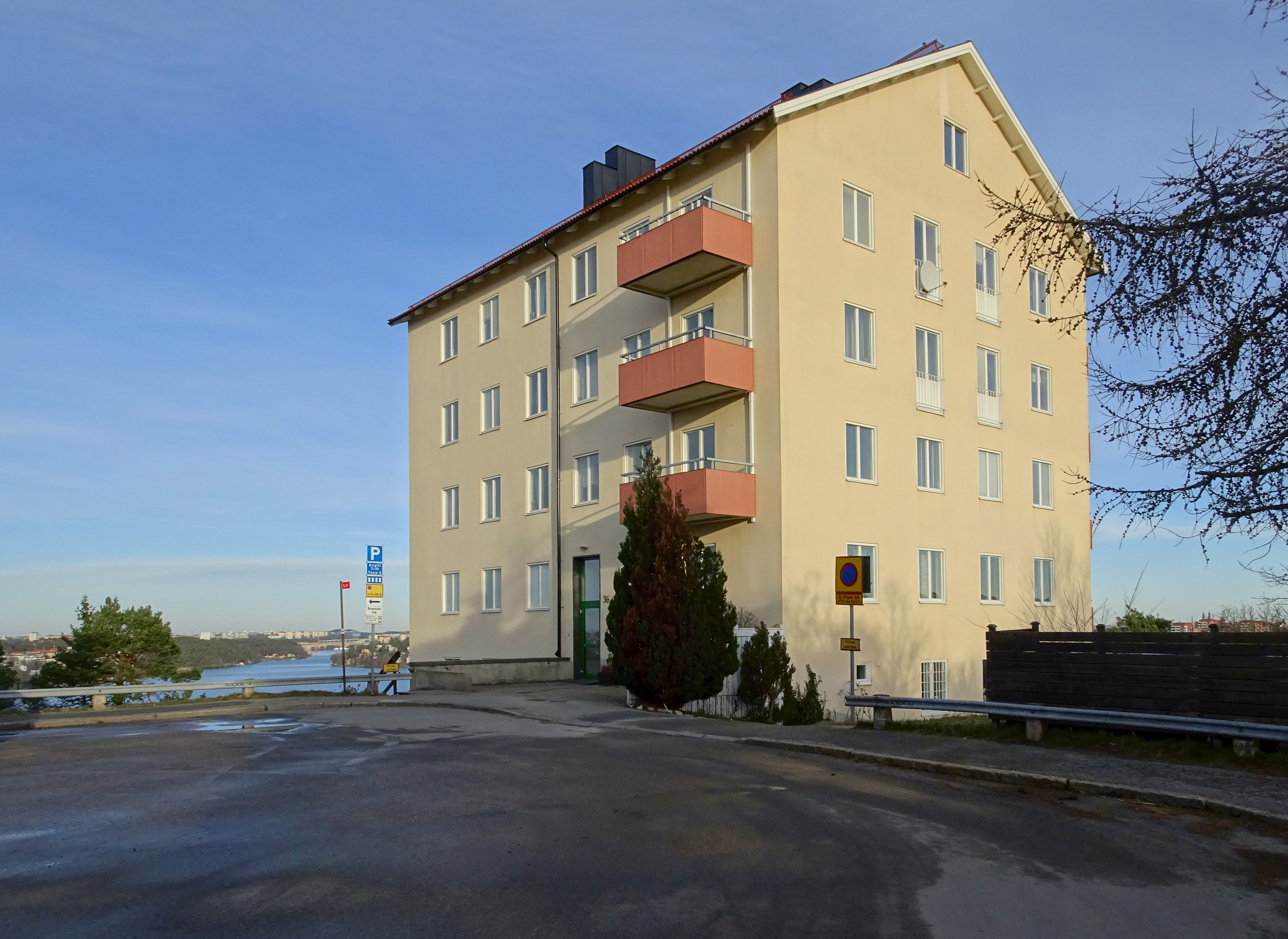
Klubbacken 36, Korpral Boman 1, arkitekt Hagstrand & Lindberg (bygglov 1942).

Detaljer
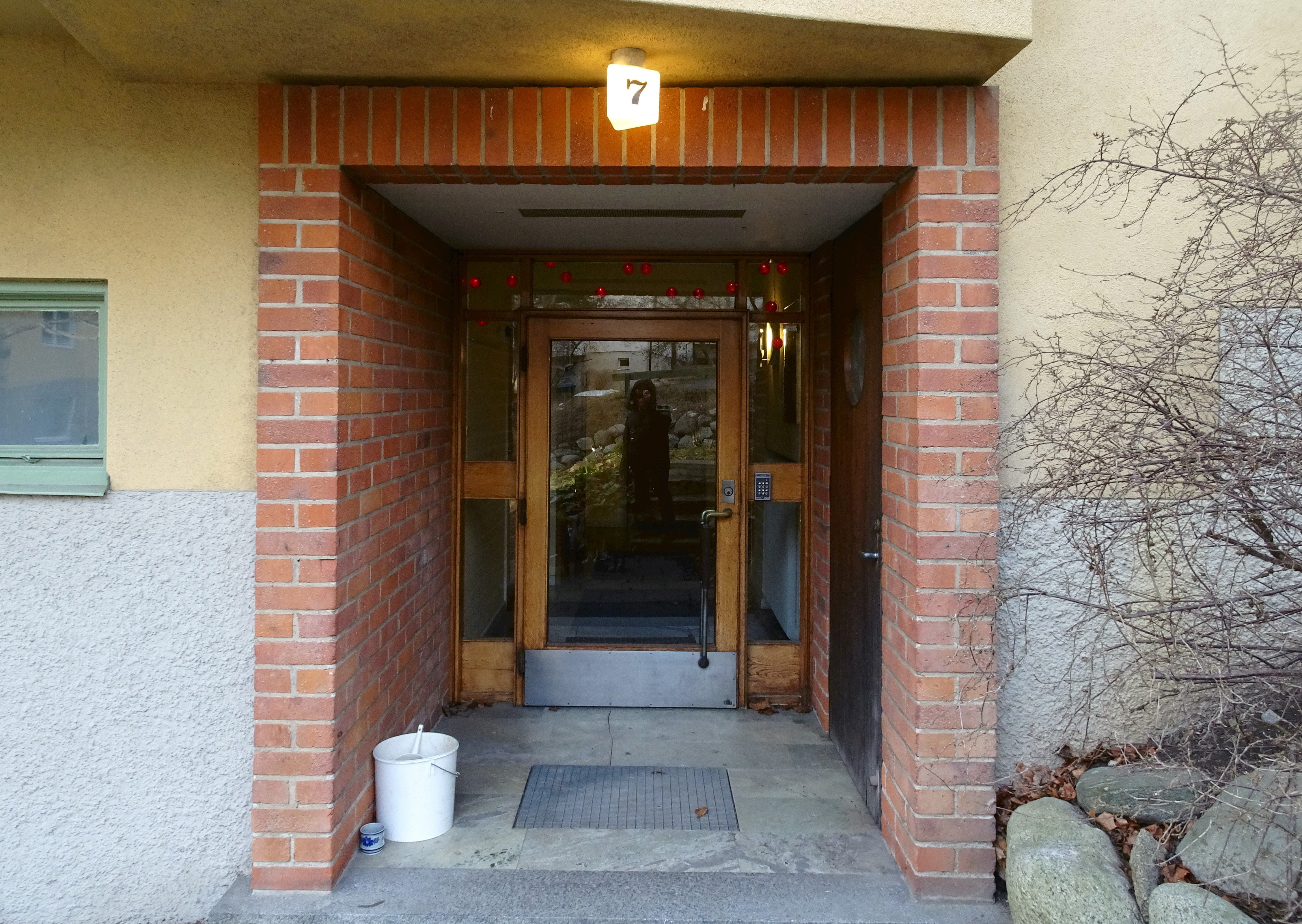
Klubbacken 7, entré
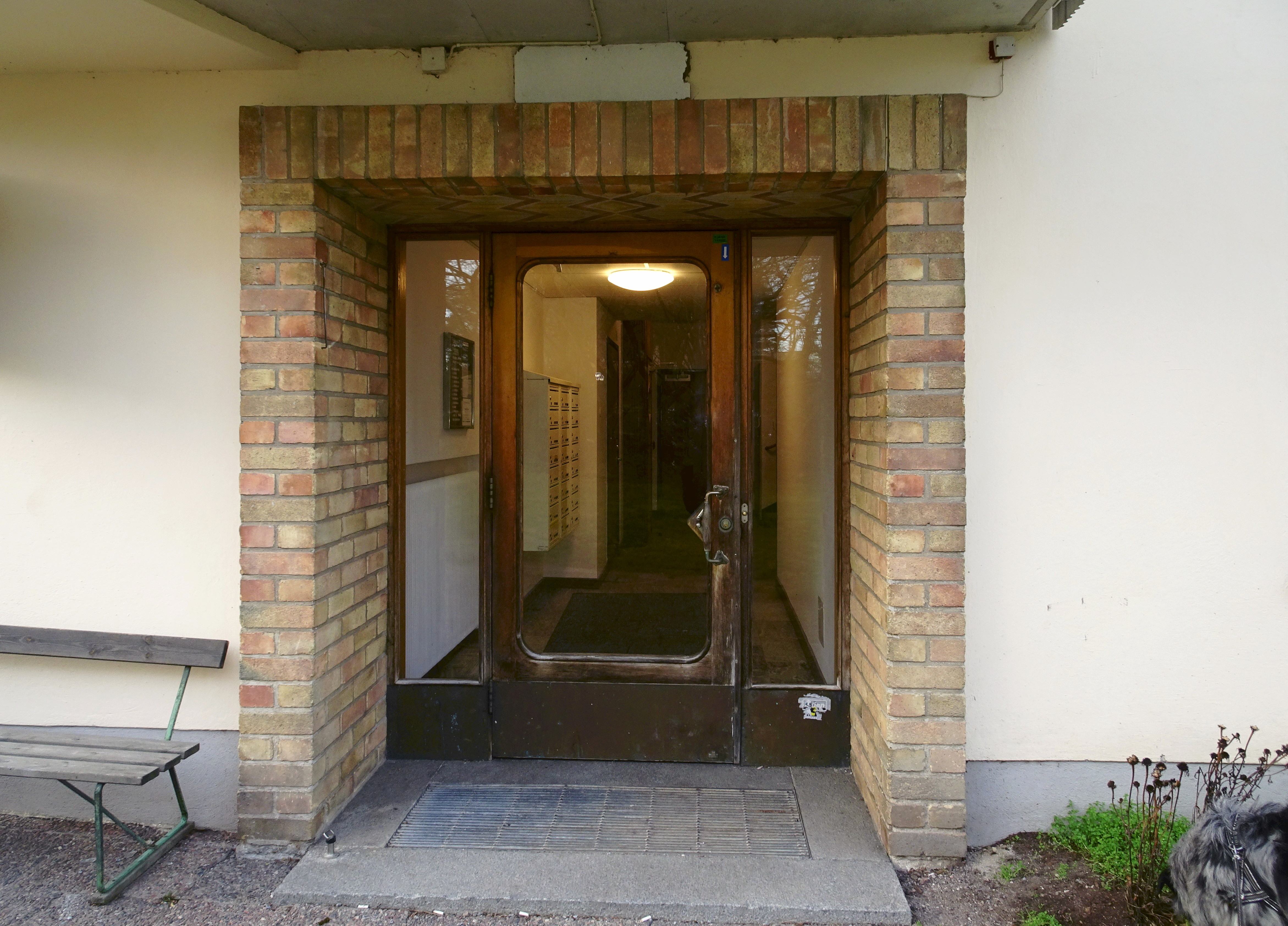
Klubbacken 61, entré.
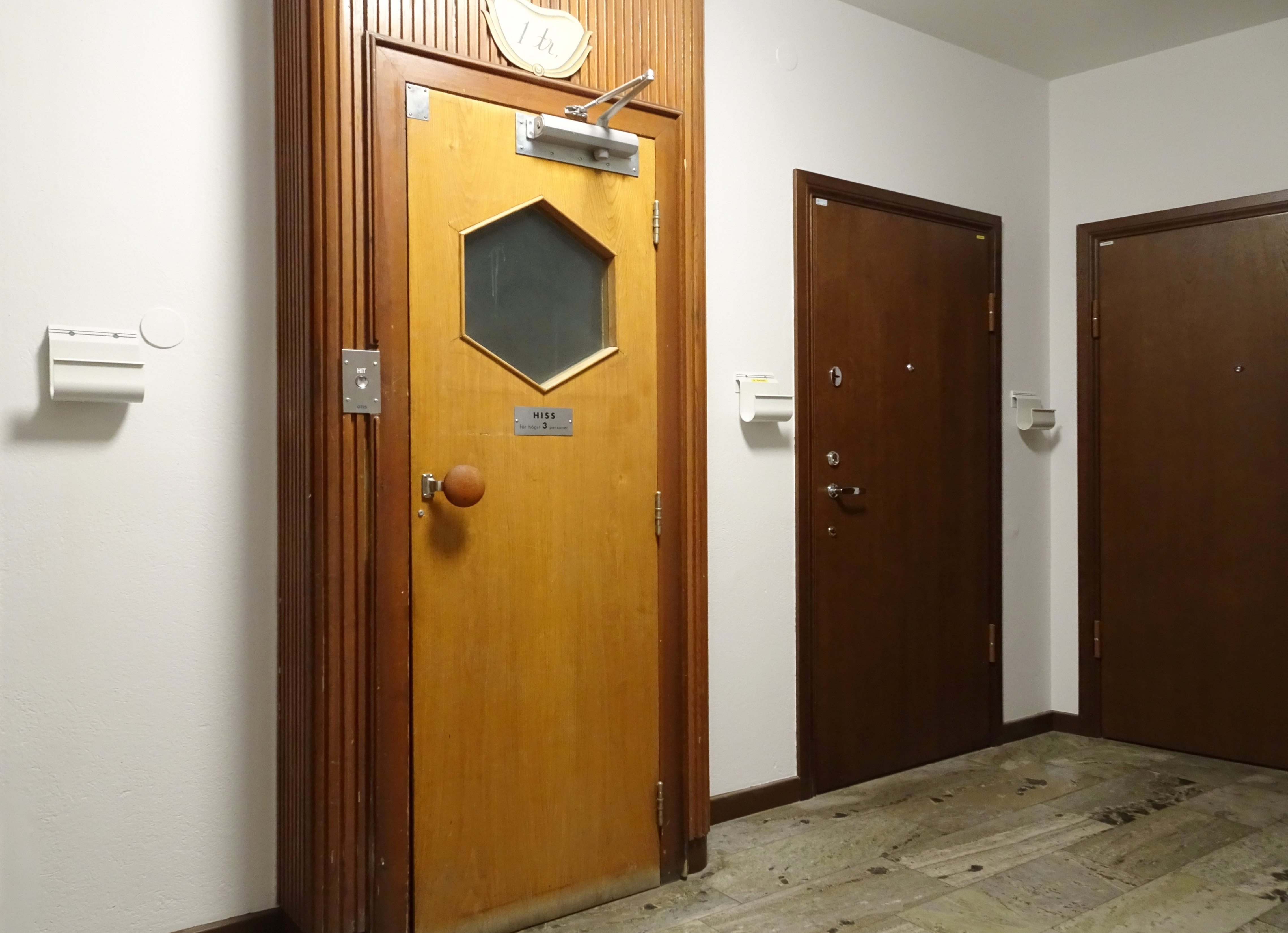
Klubbacken 61, hiss.
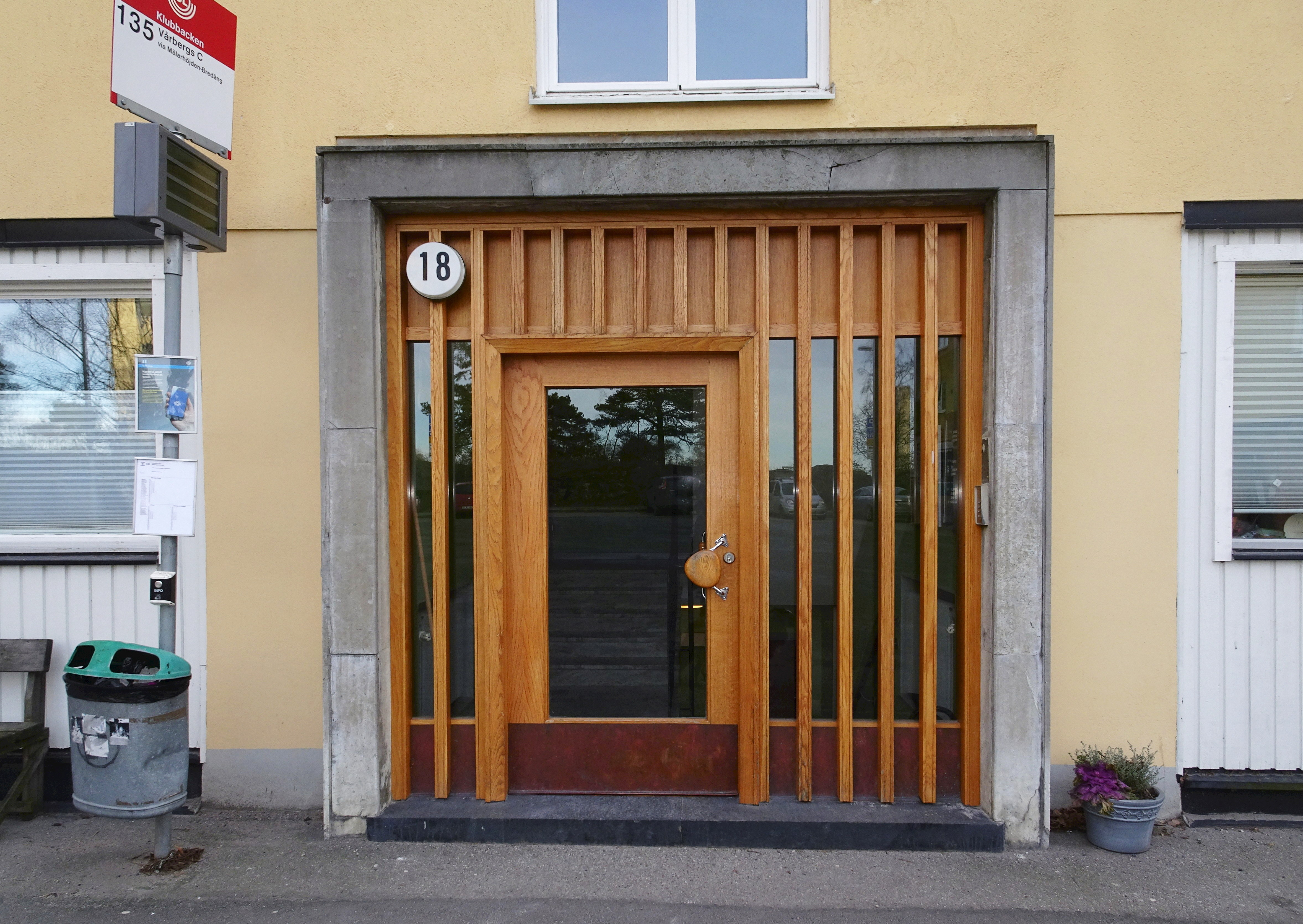
Klubbacken 18, entré.
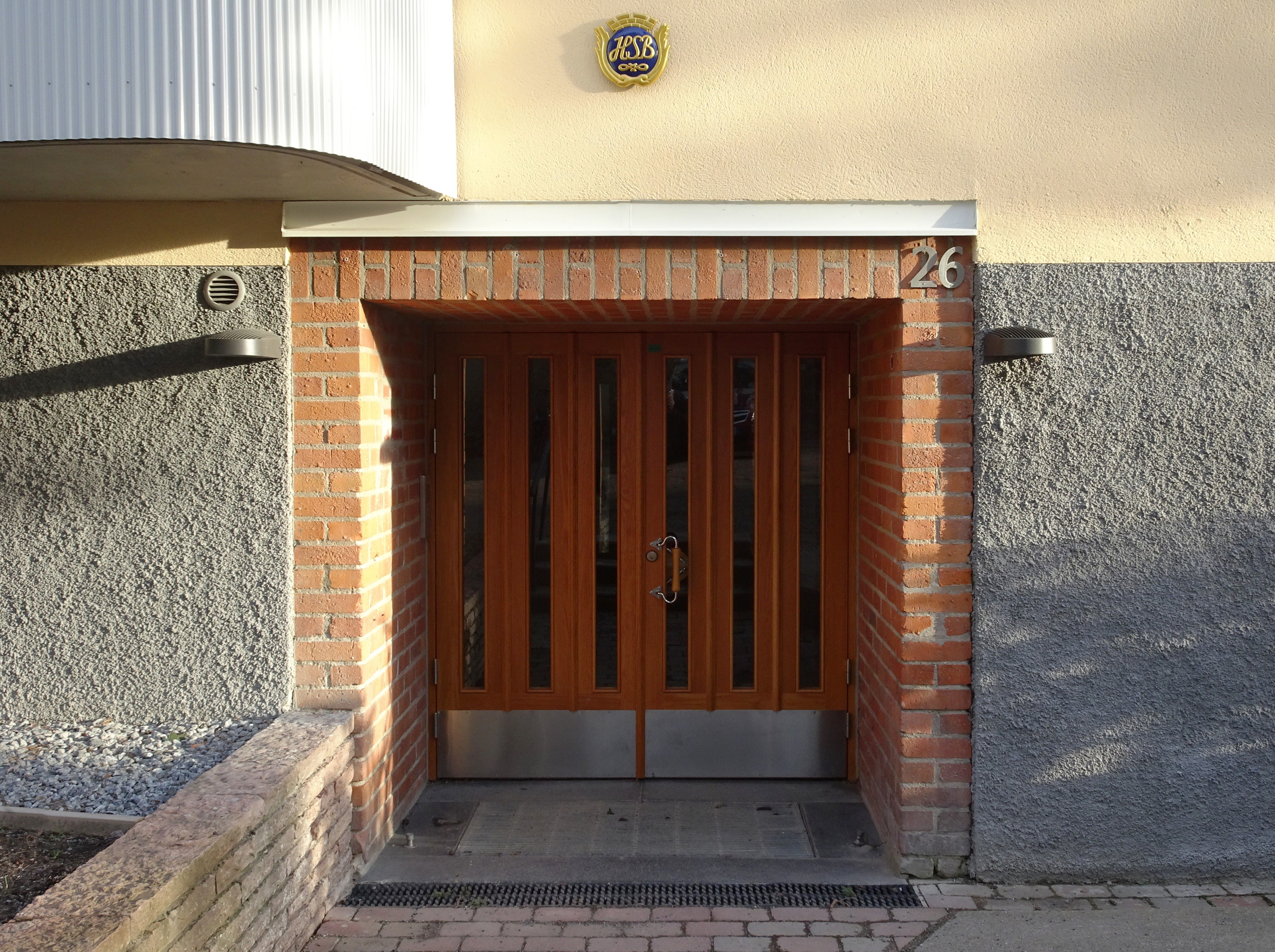
Klubbacken 26, entré.